# Новоархангельский сельсовет (Оренбургская область)
Новоархангельский сельсовет — сельское поселение в Шарлыкском районе Оренбургской области Российской Федерации.
Административный центр — село Новоархангельское.

## История
9 марта 2005 года в соответствии с законом Оренбургской области № 1919/356-III-ОЗ образовано сельское поселение Новоархангельский сельсовет, установлены границы муниципального образования.

## Население
| 2010 | 2012 | 2013 | 2014 | 2015 | 2016 | 2017 |
| ---- | ---- | ---- | ---- | ---- | ---- | ---- |
| 422  | ↘410 | ↘392 | ↘388 | ↗389 | ↘374 | ↘365 |
| 2018 | 2019 | 2020 | 2021 |      |      |      |
| ↘346 | ↘342 | ↘328 | ↘317 |      |      |      |

## Состав сельского поселения
| № | Населённый пункт  | Тип населённого пункта       | Население |
| - | ----------------- | ---------------------------- | --------- |
| 1 | Новоархангельское | село, административный центр | ↘317      |